# Paratrachelas
Paratrachelas là một chi nhện trong họ Trachelidae.

## Các loài
- Paratrachelas acuminus (Zhu & An, 1988)
- Paratrachelas maculatus (Thorell, 1875)